# スコットランド首相
スコットランド首相（英語: First Minister of Scotland, スコットランド・ゲール語: Prìomh Mhinistear na h-Alba, スコットランド語: Heid Meinister o Scotland）は、スコットランドの自治政府であるスコットランド政府の政府の長である。

役職名のFirst Ministerは、日本語では首相のほか、首席大臣と翻訳されることもある。

## 首相の一覧
| 代   | 首相                                   | 首相 | 所属政党                          | 選挙                         | 内閣                           | 在任期間                        | 在任期間    | 備考                | 副首相 | 副首相               |  |
| ---- | -------------------------------------- | ---- | --------------------------------- | ---------------------------- | ------------------------------ | ------------------------------- | ----------- | ------------------- | ------ | -------------------- |  |
| 001  | ドナルド・デュワー Donald Dewar        |      | スコットランド労働党 （SLP）      | 1                            | デュワー                       | 1999年5月13日 - 2000年10月11日  | 1年 + 151日 | 在任中に死去        |        | ジム・ウォレス       |  |
| 00－ | ジム・ウォレス Jim Wallace             |      | スコットランド自由民主党 （SLDP） | 1                            | デュワー                       | 2000年10月11日 - 2000年10月27日 | 16日        | 首相代理 （副首相） |        | （欠員）             |  |
| 002  | ヘンリー・マクリーシュ Henry McLeish   |      | スコットランド労働党 （SLP）      | 1                            | マクリーシュ                   | 2000年10月26日 - 2001年11月8日  | 1年 + 13日  |                     |        | ジム・ウォレス       |  |
| 00－ | ジム・ウォレス Jim Wallace             |      | スコットランド自由民主党 （SLDP） | 1                            | マクリーシュ                   | 2001年11月8日 - 2001年11月27日  | 19日        | 首相代理 （副首相） |        | （欠員）             |  |
| 003  | ジャック・マコーネル Jack McConnell    |      | スコットランド労働党 （SLP）      | 1                            | 第1次マコーネル                | 2001年11月22日 - 2003年5月20日  | 5年 + 175日 |                     |        | ジム・ウォレス       |  |
| 003  | ジャック・マコーネル Jack McConnell    | 2    | スコットランド労働党 （SLP）      | 第2次マコーネル              | 2003年5月20日 - 2007年5月16日  |                                 | 5年 + 175日 |                     |        | ジム・ウォレス       |  |
| 003  | ジャック・マコーネル Jack McConnell    | 2    | スコットランド労働党 （SLP）      | 第2次マコーネル              | 2003年5月20日 - 2007年5月16日  | ニコル・スティーヴン            | 5年 + 175日 |                     |        |                      |  |
| 004  | アレックス・サモンド Alex Salmond      |      | スコットランド国民党 （SNP）      | 3                            | 第1次サモンド                  | 2007年5月17日 - 2011年5月19日   | 7年 + 187日 |                     |        | ニコラ・スタージョン |  |
| 004  | アレックス・サモンド Alex Salmond      | 4    | スコットランド国民党 （SNP）      | 第2次サモンド                | 2011年5月19日 - 2014年11月19日 |                                 | 7年 + 187日 |                     |        | ニコラ・スタージョン |  |
| 005  | ニコラ・スタージョン Nicola Sturgeon   | 4    |                                   | スコットランド国民党 （SNP） | 第1次スタージョン              | 2014年11月20日 - 2016年5月18日  | 8年 + 128日 |                     |        | ジョン・スウィニー   |  |
| 005  | ニコラ・スタージョン Nicola Sturgeon   | 5    | 第2次スタージョン                 | スコットランド国民党 （SNP） | 2016年5月18日 - 2021年5月20日  |                                 | 8年 + 128日 |                     |        | ジョン・スウィニー   |  |
| 005  | ニコラ・スタージョン Nicola Sturgeon   | 6    | 第3次スタージョン                 | スコットランド国民党 （SNP） | 2021年5月20日 - 2023年3月28日  |                                 | 8年 + 128日 |                     |        | ジョン・スウィニー   |  |
| 006  | ハムザ・ユーサフ Humza Haroon Yousaf   | 6    |                                   | スコットランド国民党 （SNP） | ユーサフ                       | 2023年3月29日 - 2024年5月7日    | 1年 + 355日 |                     |        | ショナ・ロビソン     |  |
| 007  | ジョン・スウィニー John Ramsay Swinney | 6    |                                   | スコットランド国民党 （SNP） | スウィニー                     | 2024年5月8日 - （現職）         | 315日       |                     |        | ケイト・フォーブス   |  |